# Romanswiller
Romanswiller es una localidad y comuna francesa, situada en el departamento de Bajo Rin en la región de Alsacia.

## Demografía
| 772 | 781 | 765 | 991 | 1 155 | 1 194 |
| Para los censos de 1962 a 1999 la población legal corresponde a la población sin duplicidades (Fuente: INSEE [Consultar]) |     |     |     |       |       |

## Patrimonio
- antigua estación de la línea Molsheim-Saverne
- antiguo depósito de municiones del regimiento de infantería n.º 153

Antigua estación de Romanswiller
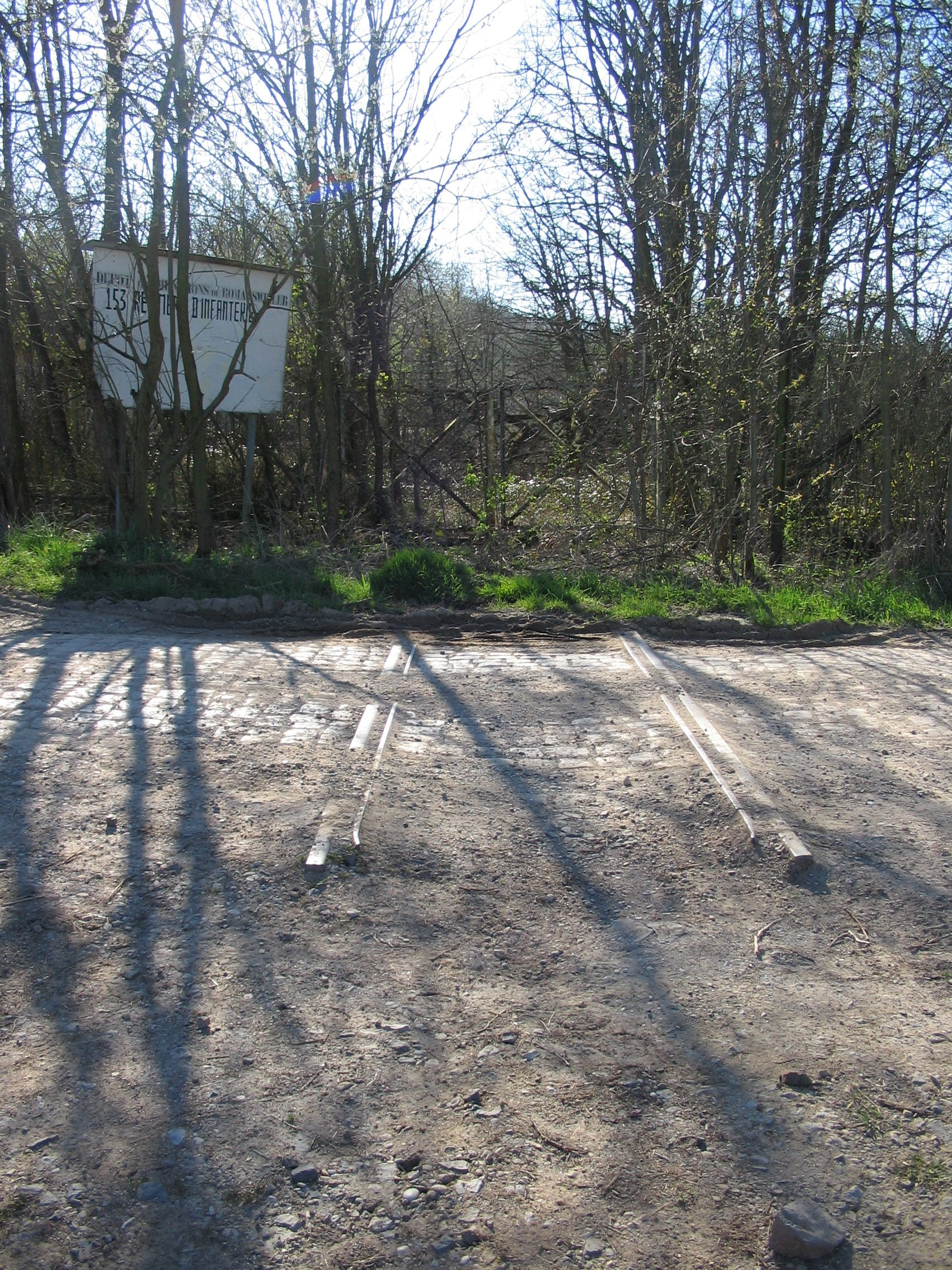
vía de entrada al campamento de Romanswiller